# ژانگ لی (شمشیرباز، زاده ۱۹۸۱)
ژانگ لی (انگلیسی: Zhang Li؛ زادهٔ ۲۹ نوامبر ۱۹۸۱)  شمشیرباز زن چین بود. وی در بازی‌های المپیک تابستانی ۲۰۰۴ شرکت کرده‌است.